# Айзенекер, Юлиус
Юлиус Айзенекер (нем. Julius Eisenecker, 21 марта 1903 — 22 октября 1981) — немецкий фехтовальщик, призёр Олимпийских игр и чемпионатов мира.

## Биография
Родился в 1903 году во Франкфурте-на-Майне. В 1931, 1934 и 1935 годах становился бронзовым призёром Международных первенств по фехтованию. В 1936 году завоевал две бронзовые медали на Олимпийских играх в Берлине. В 1937 году стал бронзовым призёром первого официального чемпионата мира по фехтованию (тогда же Международная федерация фехтования задним числом признала чемпионатами мира все проходившие ранее Международные первенства по фехтованию).
После Второй мировой войны в 1952 году в составе единой германской команды (в реальности состоявшей только из спортсменов ФРГ) принял участие в соревнованиях по фехтованию на рапирах на Олимпийских играх в Хельсинки, но наград не завоевал.